# Уиннер, Андре
Андре Бэди Уиннер (англ. Andre Badi Winner; 9 ноября 1981, Сент-Джорджес) — английский боец смешанного стиля гренадского происхождения, представитель лёгкой весовой категории. Выступает на профессиональном уровне начиная с 2004 года, известен по участию в турнирах таких бойцовских организаций как UFC, League S-70, Cage Rage, Cage Warriors, KSW, владел титулом чемпиона BAMMA в лёгком весе.

## Биография
Андре Уиннер родился 9 ноября 1981 года в городе Сент-Джорджес, Гренада, его отец был британцем, а мать афрокриолкой. В возрасте семи лет вместе с семьёй переехал на постоянное жительство в Лестер, Англия. Активно заниматься спортом начал ещё во время учёбы в школе: играл в футбол, состоял в легкоатлетической команде. Однажды записался на курсы самообороны, где познакомился с известными английскими бойцами Дэном Харди и Полом Дейли, которые повлияли на его решение попробовать себя в смешанных единоборствах.
Дебютировал в ММА в декабре 2004 года, своего первого соперника нокаутировал в первом же раунде. В течение трёх последующих лет одержал пять побед подряд, в том числе выступал в таких английских промоушенах как Cage Rage и Cage Warriors. Первое в карьере поражение потерпел в апреле 2007 года, был пойман в «гильотину» Грегом Лограном и потерял сознание, в результате чего была зафиксирована техническая сдача. Выиграл ещё четыре поединка, но затем один бой проиграл и один свёл к ничьей.
Благодаря череде удачных выступлений в 2009 году Уиннер привлёк к себе внимание крупнейшей бойцовской организации UFC и принял участие в девятом сезоне их реалити-шоу The Ultimate Fighter, где представлял команду Великобритании и тренировался под руководством известного бойца Майкла Биспинга. На пути к финалу он взял верх над всеми соперниками, однако в решающем поединке единогласным решением судей уступил соотечественнику Россу Пирсону. В следующем поединке в первом же раунде нокаутировал Роландо Дельгадо. В марте 2010 года на UFC Fight Night 21 должен был драться с Коулом Миллером, но тот травмировался, и в итоге его заменил бразилец Рафаэлу Оливейра, которого Уиннер победил единогласным судейским решением. Тем не менее, дальнейшая его карьера в UFC сложилась не так удачно, он потерпел три поражения подряд и в 2011 году был уволен из организации.
Впоследствии активно выступал в различных менее престижных промоушенах, преимущественно английских. В 2012 году завоевал титул чемпиона BAMMA в лёгкой весовой категории, в 2014 году победил на турнире-восьмёрке All or Nothing 6, где за один вечер взял верх сразу над тремя оппонентами. В августе 2015 года выступил на турнире «Плотформа S-70» в России, проиграв единогласным решением судей россиянину Акопу Степаняну. Дважды выступал на турнирах известного польского промоушена KSW.

## Статистика в профессиональном ММА
| Боёв 37  | Побед 22 | Поражений 13 |
| -------- | -------- | ------------ |
| Нокаутом | 4        | 0            |
| Сдачей   | 4        | 3            |
| Решением | 14       | 10           |
| Ничьи    | 2        | 2            |

| Результат | Рекорд  | Соперник         | Способ                        | Турнир                                 | Дата             | Раунд | Время | Место                | Примечание                                 |
| --------- | ------- | ---------------- | ----------------------------- | -------------------------------------- | ---------------- | ----- | ----- | -------------------- | ------------------------------------------ |
| Поражение | 22-13-2 | Денис Канаков    | Единогласное решение          | ACA 96                                 | 8 июня 2019      | 3     | 5:00  | Лодзь, Польша        |                                            |
| Поражение | 22-12-2 | Юсуф Раисов      | Единогласное решение          | ACB 90                                 | 10 ноября 2018   | 3     | 5:00  | Москва, Россия       |                                            |
| Победа    | 22-11-2 | Адам Алиев       | Сдача (удушение сзади)        | ACB 87                                 | 19 мая 2018      | 2     | 1:53  | Ноттингем, Англия    |                                            |
| Поражение | 21-11-2 | Сол Роджерс      | Сдача (удушение д’Арсе)       | Tanko                                  | 13 августа 2016  | 1     | 0:54  | Манчестер, Англия    |                                            |
| Победа    | 21-10-2 | Абнер Льоверас   | Раздельное решение            | SHC 11                                 | 25 июня 2016     | 3     | 5:00  | Женева, Швейцария    |                                            |
| Поражение | 21-10-2 | Лешек Краковский | Единогласное решение          | KSW 32: Road to Wembley                | 31 октября 2015  | 3     | 5:00  | Лондон, Англия       |                                            |
| Поражение | 21-9-2  | Акоп Степанян    | Единогласное решение          | League S-70: Russia vs. World          | 29 августа 2015  | 3     | 5:00  | Сочи, Россия         |                                            |
| Победа    | 20-8-2  | Колин Флетчер    | Единогласное решение          | BAMMA 20                               | 25 апреля 2015   | 3     | 5:00  | Бирмингем, Англия    |                                            |
| Ничья     | 19-8-2  | Ксавье Седра     | Единогласная ничья            | Phoenix Fight Night 25                 | 28 марта 2015    | 3     | 5:00  | Борнмут, Англия      |                                            |
| Победа    | 19-8-1  | Артём Лобов      | Единогласное решение          | All or Nothing 6                       | 3 мая 2014       | 3     | 5:00  | Лидс, Англия         | Финал гран-при.                            |
| Победа    | 18-8-1  | Стивен Мартин    | Единогласное решение          | All or Nothing 6                       | 3 мая 2014       | 3     | 5:00  | Лидс, Англия         | Полуфинал гран-при.                        |
| Победа    | 17-8-1  | Джордан Миллер   | TKO (удары руками)            | All or Nothing 6                       | 3 мая 2014       | 3     | 2:07  | Лидс, Англия         | Четвертьфинал гран-при.                    |
| Победа    | 16-8-1  | Джереми Петли    | Единогласное решение          | Europa MMA: Coga vs. Backstrom         | 22 марта 2014    | 3     | 5:00  | Брентвуд, Англия     |                                            |
| Поражение | 15-8-1  | Матеуш Гамрот    | Единогласное решение          | KSW 24                                 | 28 сентября 2013 | 3     | 5:00  | Лодзь, Польша        |                                            |
| Победа    | 15-7-1  | Дрю Фикетт       | Единогласное решение          | GWC: The British Invasion: US vs. UK   | 29 июня 2013     | 3     | 5:00  | Канзас-Сити, США     |                                            |
| Поражение | 14-7-1  | Роб Синклер      | Раздельное решение            | BAMMA 10                               | 15 сентября 2012 | 5     | 5:00  | Лондон, Англия       | Бой за титул чемпиона BAMMA в лёгком весе. |
| Победа    | 14-6-1  | Диего Гонсалес   | Единогласное решение          | BAMMA 8: Manuwa vs. Rea                | 10 декабря 2011  | 3     | 5:00  | Ноттингем, Англия    | Претендентский бой в лёгком весе.          |
| Победа    | 13-6-1  | Джейсон Болл     | Единогласное решение          | BAMMA 7: Trigg vs. Wallhead            | 10 сентября 2011 | 3     | 5:00  | Бирмингем, Англия    |                                            |
| Поражение | 12-6-1  | Энтони Нджокуани | Единогласное решение          | UFC 132                                | 2 июля 2011      | 3     | 5:00  | Лас-Вегас, США       |                                            |
| Поражение | 12-5-1  | Деннис Зифер     | Сдача (удушение сзади)        | UFC 122                                | 13 ноября 2010   | 1     | 3:37  | Оберхаузен, Германия |                                            |
| Поражение | 12-4-1  | Ник Ленц         | Единогласное решение          | UFC 118                                | 28 августа 2010  | 3     | 5:00  | Бостон, США          |                                            |
| Победа    | 12-3-1  | Рафаэлу Оливейра | Единогласное решение          | UFC Fight Night: Florian vs. Gomi      | 31 марта 2010    | 3     | 5:00  | Шарлотт, США         |                                            |
| Победа    | 11-3-1  | Роландо Дельгадо | KO (удар рукой)               | UFC 105                                | 14 ноября 2009   | 1     | 3:21  | Манчестер, Англия    |                                            |
| Поражение | 10-3-1  | Росс Пирсон      | Единогласное решение          | TUF 9 Finale                           | 20 июня 2009     | 3     | 5:00  | Лас-Вегас, США       | Финал The Ultimate Fighter 9               |
| Ничья     | 10-2-1  | Абдул Мохамед    | Ничья                         | Cage Warriors: Enter the Rough House 7 | 12 июля 2008     | 3     | 5:00  | Ноттингем, Англия    |                                            |
| Поражение | 10-2    | Бенди Казимир    | Решение большинства           | Cage Warriors: Enter the Rough House 6 | 19 апреля 2008   | 3     | 5:00  | Ноттингем, Англия    |                                            |
| Победа    | 10-1    | Марио Штапель    | Единогласное решение          | FX3: England vs. Germany               | 24 ноября 2007   | 3     | 5:00  | Рединг, Англия       |                                            |
| Победа    | 9-1     | Эйджей Уэнн      | Единогласное решение          | CWFC: Enter The Rough House 4          | 14 октября 2007  | 3     | 5:00  | Ноттингем, Англия    |                                            |
| Победа    | 8-1     | Дэниел Томас     | Единогласное решение          | CWFC: Enter The Rough House 3          | 21 июля 2007     | 3     | 5:00  | Ноттингем, Англия    |                                            |
| Победа    | 7-1     | Айден Маррон     | Единогласное решение          | FX3: Fight Night 5                     | 7 июля 2007      | 3     | 5:00  | Рединг, Англия       |                                            |
| Поражение | 6-1     | Грег Логран      | Техническая сдача (гильотина) | CWFC: Enter The Rough House 2          | 28 апреля 2007   | 2     | 3:52  | Ноттингем, Англия    |                                            |
| Победа    | 6-0     | Уэсли Феликс     | Раздельное решение            | FX3: Fight Night 4                     | 10 марта 2007    | 3     | 5:00  | Рединг, Англия       |                                            |
| Победа    | 5-0     | Сами Берик       | TKO (удары руками)            | Cage Rage Contenders 3                 | 12 ноября 2006   | 3     | 1:50  | Лондон, Англия       |                                            |
| Победа    | 4-0     | Пол Купер        | Сдача (треугольник)           | CWFC: Showdown                         | 16 сентября 2006 | 2     | 1:50  | Шеффилд, Англия      |                                            |
| Победа    | 3-0     | Джефф Лоусон     | Сдача (травма глаза)          | Cage Rage Contenders 2                 | 20 августа 2006  | 2     | 1:26  | Лондон, Англия       |                                            |
| Победа    | 2-0     | Денас Баневичюс  | Сдача (удары руками)          | FX3: Full Contact Fight Night 3        | 15 июля 2006     | 1     | 2:21  | Бракнел, Англия      |                                            |
| Победа    | 1-0     | Гарет Даммер     | KO (удары коленями)           | HOP 1: Fight Night 1                   | 12 декабря 2004  | 1     | N/A   | Суонси, Уэльс        |                                            |